# دميتري دونسكوي
دميتري إيفانوفيتش دونسكوي – أمير موسكو وفلاديمير المعظم الذي تمت في عهده انتصارات عسكرية مهمة على القبيلة الذهبية (أهمها انتصاره الساحق في معركة كوليكوفو). في هذه الفترة استمرت عملية توحيد المقاطعات الروسية حول إمارة موسكو، وبني كرملين موسكو بالحجر الأبيض.
ولد دميتري – ابن الأمير إيفان الثاني الأحمر عام 1350. وبعد وفاة والده أصبح وصيا على الأمير ذي السنوات التسع المتروبوليت الكسي ذو العقل السياسي الفذ والحاكم الأعلى لامارة موسكو. وكان دميتري يستشيره، كما كان يستشير لاحقاً النبلاء أيضاً، مواصلا بهذا سياسة والده وجده لتوحيد المناطق الروسية حول موسكو. ولاجل ذلك كان عليه ان يدخل في صراع طويل مع الإمارات المنافسة(إمارات سوزدال – نيجني نوفغورود وريزان وتفير) من اجل الحصول على لقب الأمير المعظم (كانت الاورطة الذهبية تمنح هذا اللقب إلى الأمراء الروس)، وكان الصراع على أشده بين موسكو وتفير والذي انتصرت فيه موسكو بزعامة دميتري.
توفى دميتري عام 1389 وكان عمره 39 عاما فقط ودفن في كاتدرائية ارخانغيلسك (ميخائيل كبير الملائكة) بموسكو. وكانت السياسة التي انتهجها الأمير متناقضة، إلا انه دخل التاريخ الروسي كمحرر روسيا من العبودية المغولية التترية، كما اشتهر ببنائه الكرملين بالحجر الأبيض. كما نسب إلى القديسين.

### وصلات خارجية
- المزيد